# Gammel Holte
Gammel Holte er et kvarter med 5.267 indbyggere i Rudersdal Kommune. Gammel Holte er i dag sammenvokset med Trørød.
Da København i slutningen af 1800-tallet bredte sig nordpå og nærmede sig landsbyen Holte, overtog de nye bebyggelser (i omegnen af Holte Station) bynavnet, på trods af, at denne nye bydel lå fem km fra landsbyen. Derfor kom den oprindelige by til at skifte navn fra Holte til Gammel Holte.
Gammel Holte Kirke blev bygget i 1978 og er tegnet af Halldor Gunnløgsson og Jørn Nielsen.
Gammel Holte er kendt for:
- Vedbækfundene
- Barokhaven på Gammel Holtegaard, hvor man også kan se skiftende kunstudstillinger
- Søllerød Golfklub og Søllerød Naturpark
- Trørødskolen, som delvist er placeret i Trørød
- Høje Sandbjerg
- Mariehøjcenteret

## Historie
I 1682 bestod Holte landsby af 7 gårde og 20 huse uden jord. Det samlede dyrkede areal udgjorde 209,1 tønder land skyldsat til 50,10 tønder hartkorn. Dyrkningsformen var trevangsbrug. I 1635, da Holte bestod af 6 gårde, var udsædens relative fordeling 48% rug, 40% byg og 11% havre.

### Befolkningsudviklingen
Da hovedstaden begyndte at vokse ud over sine grænser, blev også Gammel Holte påvirket af den fremadskridende urbanisering. Befolkningsudviklingen i Holte var følgende: i 1906 havde byen 398 indbyggere, i 1911 471 indbyggere, i 1916 491 indbyggere, i 1921 havde byen 986 indbyggere, i 1925 havde byen 1.017 indbyggere, i 1930 havde byen 801 indbyggere i 1935 var der 525 indbyggere, i 1940 var der 1.025 indbyggere, i 1945 havde byen 1.004 indbyggere, fra 1950 blev hele Søllerød Kommune betragtet som forstad til København.

### Byudviklingsplanlægning
Den fremadskridende byudvikling fik også betydning for byplanlægningen. Da den såkaldte "Fingerplan" - Skitseforslag til Egnsplan for Storkøbenhavn - blev offentliggjort i 1947 med sit forslag om at samle den fremtidige byudvikling i hovedstadsområdet langs banelinjer, var det til trods for byens nærhed til den planlagte Hørsholmmotorvej kun forudset, at Gammel Holte kunne vokse med kolonihaver og sommerhusområder, da den ikke havde adgang til jernbaneforbindelse. Fingerplanen førte til vedtagelse af byreguleringsloven i 1949, som forudsatte nedsættelse af et byudviklingsudvalg for Københavns-egnen til planlægning af den fremtidige byudvikling i Hovedstadsområdet i form af en såkaldt byudviklingsplan.
Den 6. oktober 1949 nedsattes et byudviklingsudvalg for Københavns-egnen, som den 2. maj 1951 offentliggjorde "Betænkning vedrørende Partiel Byudviklingsplan nr. 2 for Københavns-egnens byudviklingsområde". Heri konstateredes, at der var sket mindre udstykninger ved Gammel Holte. Eftersom byen lå uden for de banetrafikbetjente områder, og at området var byggemodnet i form af kloakering, ligesom byudviklingen forudsattes ikke at være i konflikt med frednings- og friluftsinteresser, blev de udpegede byudviklingsområder i tilknytning til Gammel Holte ikke lagt i inderzone, det vil sige kunne ikke bebygges når og hvis, kommunalbestyrelsen ønskede det.
Den oprindelige byudviklingsplan blev senere opdateret med "Betænkning vedrørende Partiel Byudviklingsplan nr. 7 for Københavns-egnens byudviklingsområde" fra 1966, som for Gammel Holtes vedkommende indebar, at de tidligere foreslåede områder med reguleringer nu blev udlagt til byudvikling i form af åben boligbebyggelse.